# Bolgatanga
Bolgatanga   este un oraș  în  partea de nord a Ghanei,  centru administrativ al regiunii  Superioare de Est.